# 堺市立榎小学校
堺市立榎小学校（さかいしりつ えのき しょうがっこう）は、大阪府堺市堺区にある公立小学校。

## 沿革
従来の堺市向陽尋常小学校（1912年開校・1946年廃校）および堺市安井尋常小学校（現在の堺市立安井小学校）の校区を再編し、1941年に開校した。
1941年2月19日付で堺市榎尋常小学校として設置され、同年4月1日より向陽・安井の両校から校区内の5年生以下の児童を受け入れて開校した。なお国民学校令の施行により、開校と同時に堺市榎国民学校に改称した。
1944年には周辺校の校区を再編する形で堺市三国丘国民学校（現在の堺市立三国丘小学校）が開校した。これに伴い、従来の校区の一部を三国丘国民学校校区へ変更している。
太平洋戦争の戦局悪化により、1945年には堺市中心部の国民学校児童も学童疎開の対象となった。そのため榎国民学校の児童は1945年6月1日以降、泉北郡東陶器村（現在の堺市中区）に集団疎開を実施した。
終戦後の学制改革により、1947年に堺市立榎小学校に改称した。1950年に堺市立大仙小学校が開校したことに伴い、従来の校区の一部を大仙小学校校区へ変更した。
また1957年には校区変更を実施した。従来の校区の一部を三国丘小学校校区へ分離するとともに、従来の堺市立熊野小学校校区の一部を編入した。

### 年表
- 1941年2月19日 - 堺市榎尋常小学校として設置。
- 1941年4月1日 - 開校。また開校と同時に堺市榎国民学校に改称。
- 1944年4月1日 - 堺市三国丘国民学校（現在の堺市立三国丘小学校）開校に伴い校区縮小。
- 1947年4月1日 - 学制改革により、堺市立榎小学校に改称。
- 1950年11月23日 - 従来の校区の一部を、新設の堺市立大仙小学校の校区へ分離。
- 1957年3月3日 - 校歌を制定。
- 1957年4月1日 - 校区変更。
- 1969年 - 大阪府教育委員会から、算数教育の研究校に指定される（1970年度まで）。
- 1984年11月5日 - 全国保健体育優良校の表彰を受ける。

## 通学区域
- 堺市堺区 一条通（一部）、榎元町、北丸保園、向陵中町、向陵西町1丁・3丁・4丁の全域および2丁の一部、向陵東町、五条通（一部）五月町、三条通（一部）、四条通（一部）、七条通（一部）、中永山園、西永山園、二条通（一部）、東永山園、三国ヶ丘御幸通（一部）、南丸保園、南三国ヶ丘町1丁・2丁、陵西通（一部）、六条通（一部）。

卒業生は堺市立三国丘中学校に進学する。

## 交通
- 南海高野線 堺東駅 南へ約800m。
- 南海高野線・阪和線 三国ヶ丘駅 北西へ約900m。